# انزو فراری (بازیکن فوتبال)
انزو فراری (به انگلیسی: Enzo Ferrari؛ ۲۱ اکتبر ۱۹۴۲ – ۱۱ مهٔ ۲۰۲۵) بازیکن فوتبال اهل ایتالیا بود.

## سوابق باشگاهی
از جمله باشگاه‌هایی که وی در آن‌ها بازی کرده‌بود، می‌توان به باشگاه فوتبال اودینزه، باشگاه فوتبال مونتسا، باشگاه فوتبال جنوآ، باشگاه فوتبال لیورنو، باشگاه فوتبال پالرمو و باشگاه فوتبال اتلتیکو آرتزو اشاره کرد.